# 指形角殼灰介
指形角殼灰介（学名：Cornucoquimba digitiformis）为半花介科角殼灰介屬下的一个种。